# Русия в Първата световна война
Русия е една от основните воюващи страни в Първата световна война : от август 1914 до декември 1917 г. тя се сражава на страната на Антантата срещу Централните сили.
В началото на XX век Руската империя е велика сила поради огромната си територия, население и селскостопански ресурси. Железопътната мрежа и индустрията ѝ се развиват бързо, но тя все още не е настигнала западните сили, особено Германската империя. Руско-японската война от 1904 – 1905 г., последвана от революцията от 1905 г., разкрива слабостите на военния апарат на Русия и излага на показ дълбоките политически и социални разделения в обществото, допълнително задълбочавайки въпроса за националните малцинства.
Съперничеството на Русия с Германия и Австро-Унгария води до съюз с Франция и намеса в балканските дела. Юлската криза от 1914 г. поставя началото на общ конфликт, в който Русия се съюзява с Франция и Обединеното кралство.
Цар Николай II вярва, че може да възстанови автократичната си власт и да обедини народа си чрез победоносна война. Армията обаче, зле екипирана и неподготвена за дълга битка, търпи серия от поражения през 1914 и 1915 г.: Империята понася тежки човешки и териториални загуби. Въпреки ограниченията върху международната търговия, Русия поставя икономиката на военни релси и печели частични победи през 1916 г.
Дискредитирането на управляващата класа, инфлацията и недостигът на храни в градовете, както и неудовлетворените искания на селяните и националните малцинства, обаче водят до разпадането на страната: революцията от февруари-март 1917 г. помита царския режим. Временното правителство с демократични стремежи се опитва да съживи военните усилия, но армията, подкопана от дезертьорства и бунтове, се разпада.
Октомврийската революция от 1917 г. е последвана от разпускане на армията и кардинални промени в обществото. Болшевишкият режим подписва Брест-Литовския мирен договор с Германия на 3 март 1918 г., отстъпвайки териториите на Украйна, балтийските страни и Кавказ. Разпокъсаната Русия скоро преминава от международна към гражданска война.

## Предистория

### Великата сила и нейните ограничения
В навечерието на Първата световна война Русия е най-населената държава в Европа: със 175 милиона жители, тя има почти 3 пъти повече население от Германия, армия от 1,3 милиона души и почти 5 милиона запасняци. Индустриалният ѝ растеж, от порядъка на 5% годишно между 1860 и 1913 г., и необятността на територията и природните ѝ ресурси я правят стратегически гигант. Руската железопътна мрежа нарастваа от 50 000 км през 1900 г. до 75 000 през 1914 г. Производството на въглища се увеличава от 6 милиона тона през 1890 г. до 36 милиона през 1914 г. Производството на петрол, благодарение на бакинските находища, е второто по големина в света. В Германия началникът на щаба Молтке прогнозира, че в резултат на бързия растеж на Русия, германската военна мощ ще бъде надмината от тази на нейните противници през 1916 – 1917 г., докато Франция, подсилена от френско-руския съюз от 1892 г., очаква „руският валяк“ да смаже Германия при първия враждебен ход.
Тази мощ обаче се крепи на нестабилна основа. Руското промишлено производство, класирано на 4-то място в света, превъзхожда това на Франция и Австро-Унгария, но изостава значително от трите водещи страни – Съединените щати, Обединеното кралство и Германия. Развитието на армията, железниците и промишлеността до голяма степен зависи от държавни заеми, особено от Франция, и от вноса на чуждестранен капитал и технологии. Лихвите по дълга, най-високите в света, имат тенденция да изпреварват търговския излишък. През 1914 г. 90% от минния сектор, 100% от петрола, 40% от металургията и 50% от химическата промишленост принадлежат на чуждестранни фирми. Въпреки високите вносни мита, руската промишленост не е много конкурентоспособна и страната трябва да внася по-голямата част от машините си, докато износът се състои главно от селскостопански продукти (63% през 1913 г.) и дървесина (11%).
През 1914 г. все още 80% от работещото население е заето в селското стопанство. Темпът на растеж на сектора от около 2% годишно едва стига, за да компенсира нарастването на населението от 1,5% годишно, особено след като голяма част от селскостопанската продукция се изнася за покриване на промишления внос и дълга. Производителността е ниска, около една трета от тази в Англия или Германия за пшеницата и 50% за картофите. Страната страда от глад като този през 1891 г. и дори в нормални години новозаселените райони, със суров климат и бедни почви, зависят от по-плодородните неруски региони.
В промишлеността са заети 3 милиона работници през 1914 г., само 1,75% от населението, но бързият ѝ растеж създава сериозни социални проблеми: работниците, лошо настанени в лоши условия в градовете, са податливи на революционната пропаганда на социалисти болшевики и меншевики, популистки социалистически революционери и анархисти. Селяните са зле хранени и не са образовани. Събираните данъци на глава от населението са по-високи, отколкото във Великобритания. През 1913 г. държавата е похарчила 970 милиона рубли за армията и само 154 за здравеопазване и образование. През 1913 г. 70% от населението е все още неграмотно. Началното образование обаче напредва бързо, особено около големите градове: нивото на грамотност достига 90% сред младите новобранци през 1914 г. в Москва и Санкт Петербург. Образованите млади селяни, по-добре запознати с новите техники и методи, стават по-настоятелни и се стремят да се измъкнат от хватката на селската община и големите земевладелци – помещици.
Интелигенцията също нараства бързо: броят на студентите нараства от 5000 през 1860 г. до 79 000 (45% от тях са жени) през 1914 г., но това не успява да заличи културната пропаст между масите и елита.
- Икономика и общество в Руската империя преди 1914 г.
- Промишлено ускорение в ход: локомотив „Паровоз Х“, произведен в Коломна, 1913 г.
- Баржа с конски каруци по река Енисей, 1913 г.
- Селяни във Вологодска област (Северна Русия), 1890 г.
- Нефтен кладенец в Баку, около 1890 г.
- Класна стая в земско училище, около 1908 – 1912 г.

### Разделената страна
Автократичното управление на династията Романови, която през XIX век се радва на абсолютна власт, все повече се дискредитира. Властите не успяват да се справят с руския глад от 1891 – 1892 г. в провинциите Волга и Урал, съпроводен от епидемии от холера и тиф. Правителството реагира, като забранява разпространението на „паникьорска“ информация и се съсредоточава върху износа на зърно. Напротив, земствата и интелигенцията се мобилизират в сдружения, за да помогнат на селяните, и след като кризата отминава, предявяват искания за политически права. Именно по това време много интелектуалци, повлияни от Лев Толстой, се обръщат към революционните идеи.
Руско-японската война от 1904 – 1905 г. разкрива структурните слабости на руската военна машина и некомпетентността на голяма част от висшето командване. На Манджурския фронт армейските генерали изпращат в бой зле екипирани, слабо обучени и зле снабдени войски. Транспортирани с Транссибирската железница, те биват унищожени в атаки с щикове, докато Балтийският флот, изпратен в Тихия океан, бива унищожен от японците в битката при Цушима (27 – 28 май 1905 г.). Либералната буржоазия на земствата, която подкрепя военните усилия, се възмущава; индустриалецът Александър Гучков започва кампания за осъждане на некомпетентността на бюрокрацията и военните лидери, издигнати с благоволението на царя.
Дискредитирането на властта и икономическата криза, причинена от войната срещу Япония, кулминират в Руската революция от 1905 г., която избухва в Санкт Петербург през януари, след което се разпространява в провинцията. През 1905 – 1906 г. селяните разграбват около 3000 имения на помешчици (15% от общия брой). В много села селяните се организират в автономни общини, настоявайки за всеобщо избирателно право и аграрна реформа чрез разпределение на земята. От януари до октомври 1905 г. армията не по-малко от 2700 пъти потушава бунтове; в някои случаи войниците, самите те от селски произход, отказват да се подчинят и се разбунтуват. Селските вълнения продължават през цялото десетилетие и армията е изпращана да ги потушава през 1901, 1902, 1903, 1909 г. и отново през 1913 г.
За да спаси трона си, Николай II издава манифест от 17 октомври 1905 г. (30 октомври по григорианския календар), с който учредява парламент, Държавна дума, и дава свобода на печата и събранията. Пьотър Столипин, назначен за министър на вътрешните работи през април 1906 г. и министър-председател през юли 1907 г., насърчава серия от реформи: задължително образование, граждански права за евреите и старообредците, насърчаване на дребните земевладелци чрез разпускане на селската община, реформа на администрацията и статута на работниците. Тази програма може би щеше да предотврати революцията, но тя изисква, според Столипин, „двадесет години мир“. Самият той обаче е убит през 1911 г. от есер.
- Бунтове и репресии, 1905–1908
- Барикада в работническия квартал Сормово, Нижненовгородска губерния, 12 декември 1905 г.
- „Умиротворяване“: армията опожарява стопанството на разбунтувал се селянин в Грузия, 1908 г.

### Народи и националности
В Европа, където принципът на националната държава набира сила, Руската империя все повече се възприема като „затвор на народите“, макар че Ленин въвежда този израз едва през 1914 г. Въпреки че Великото княжество Финландия, анексирано от Русия през 1809 г., запазва относителна автономия, имперската държава не прави нищо, за да задоволи исканията на други периферни народи. С развитието на градската средна класа чувството за национална идентичност се засилва, не само срещу руската държава, но и срещу бившите германо-балтийски елити в Естония и Латвия, както и срещу полските в Литва. В Руска Полша националното чувство, произтичащо от градската култура, се разпространява сред работниците и селяните, докато в Украйна, под влиянието на русините от Австро-Унгария, чиито искания за културни права са много по-настоятелни, то засяга главно селячеството, като градското население е по-скоро руско (или русифицирано), полско, немско или еврейско.
За да противодействат на революционните течения, реакционните кръгове насърчават създаването на монархистки, антисоциалистически и антисемитски партии, най-важната от които е Съюзът на руския народ; тези групи, известни като черносотници, организират серия от погроми от 1905 г. нататък. Самият цар ги подкрепя.

### Панславизмът и германската заплаха
По-голямата свобода на словото след 1905 г. в политиката и пресата позволява свободното изразяване на великоруския национализъм, панславизъм и антигерманизъм. Последният се подхранва от благоприятното социално положение на германците в Русия, сред които има много богати земевладелци, високопоставени държавни служители и придворни сановници (императрица Александра Фьодоровна е германка), както и от превъзходството на икономиката на Германската империя, която залива Русия с капитали и промишлени продукти. През 1914 г. редактор във вестник „Новое время“ пише: „През последните двадесет години нашият западен съсед [Германия] държи здраво в лапите си жизненоважните източници на нашия просперитет и като вампир изсмуква кръвта на руския селянин“. В навечерието на войната Германия заема първо място с 47% в международната търговия на Русия. През 1915 г. руски офицер обяснява на американския журналист Джон Рид защо руските селяни са „пълни с патриотизъм“, за да се бият с германците: „Те мразят германците. Виждате ли, повечето селскостопански машини идват от Германия и тези машини са лишили много селяни от поминъка им, изпращайки ги да работят във фабриките в Петроград, Москва, Рига и Одеса . Да не говорим за факта, че германците заливат Русия с евтини продукти, което води до затваряне на нашите фабрики и оставя хиляди работници без работа .“ Скептичният Джон Рид обаче отбелязва, че руските селяни имат дори повече причини да негодуват срещу своите господари, отколкото германците.
Образованите кръгове на Русия обаче са загрижени и за глобалната политика на Вилхелм II, която има за цел да разшири германската военна и колониална власт по света, както и за тази на Австро-Унгария, съюзник на Германия, с нейните амбиции на Балканите. По време на босненската криза от 1908 г. Александър Гучков, лидер на умерената октябристка партия, осъжда липсата на руска реакция по повод анексирането на Босна и Херцеговина, наричайки го „дипломатическа Цушима“. Умерените, либералните и десните партии призовават за твърдост пред лицето на австро-германския съюз. Заплахата от пангерманизъм подхранва панславизма сред някои руски елити. На панславянския конгрес в Прага през юли 1908 г. делегати от Руската дума предлагат славяните от Австро-Унгария и Балканите да образуват федерация с Русия. Поддръжниците на панславизма сформират дружества в подкрепа на славянските „братски народи“ срещу Османската империя по време на Балканските войни от 1912 – 1913 г. През 1912 г. княз Григорий Трубецкой, отговарящ за османските и балканските въпроси в Министерството на външните работи, подкрепя разширяването на руската хегемония над Балканите и Константинопол. Великият херцог Николай Николаевич, чичо на царя и зет на крал Никола I Черногорски, също е спечелен на страната на панславизма.
Александър Гучков, който става председател на Комисията по отбрана на Думата, подкрепя мащабна програма за превъоръжаване, но я обвързва с реформа на висшето командване. Той иска щабът на руския императорски флот да бъде поставен под контрола на правителството, а не на царя, и повишенията да се основават на заслуги. Николай II неохотно се съгласява с тази реформа, по настояване на министър-председателя Столипин, както и с потвърждението от парламента на титлата му върховен главнокомандващ на въоръжените сили.
Руските лидери обаче са наясно с риска от война с Германия. Генералният щаб и министърът на външните работи Сергей Сазонов смятат, че армията няма да бъде готова преди 1917 г. През февруари 1914 г. министърът на вътрешните работи Пьотр Дурново пише меморандум до царя, в който посочва, че войната може само да изостри политическото и социално напрежение в Русия и да доведе до опустошителна революция. Обратно, Ленин, тогава в изгнание, пише на Максим Горки през 1913 г .: „Война между Австрия и Русия би била много благоприятна за революцията, но е малко вероятно Франц Йосиф и Николай [Николай II] да ни доставят това удоволствие“.

## Русия във война

### Влизане във войната
Сараевският атентат на 28 юни 1914 г. и ултиматумът на Австро-Унгария към Сърбия на 23 юли подтикват Русия да подкрепи сръбския си съюзник. Пред австро-унгарското посолство в Санкт Петербург се събират големи демонстрации. На 24 юли министърът на земеделието Александър Кривочеин заявява: „Общественото мнение не би разбрало защо в критичен момент, засягащ интересите на Русия, имперското правителство не желае да действа смело“. Министърът на външните работи Сергей Сазонов предупреждава царя, че „ако не се поддаде на исканията на народа за война и не извади меч в защита на Сърбия, ще се изложи на риск от революция и дори загуба на трона си“. На 30 юли Николай II се примирява и издава заповед за обща мобилизация: Германия, която е направила същото, обявява война на Русия на 1 август. Опозиционните партии се обединяват в името на националната отбрана, стачките, които са все повече от 1912 г. насам, спират и тълпите разграбват германското посолство в Санкт Петербург. На 2 август голяма тълпа се събира пред Зимния дворец, за да приветства императора, коленичейки и пеейки химна „Боже, пази Царя“. Повечето от демонстрантите са от средната класа или чиновници, дошли по заповед, но Николай II вярва, че е обединил отново народа си и споделя с учителя на децата си: „Сигурен съм, че сега в Русия ще има движение, подобно на това от Отечествената война от 1812 г.“ На 8 август Думата решава да се саморазпусне до края на военните действия, за да не постави правителството в неудобно положение.

### Цели на войната
На 14 август 1914 г. великият княз Николай Николаевич, главнокомандващ на руската армия, отправя апел към славянските народи на Австро-Унгария да се присъединят към Русия. За да пресече австро-германските опити за покоряване на Руска Полша, той призовава за „възраждане на Полша под този [руски] скиптър, свободна във вярата, езика си и с правото да се самоуправлява“. Тази прокламация, одобрена тайно от царя и Министерския съвет, скоро влиза в рязко противоречие с реалността. Руснаците, които окупират Източна Галиция след разгрома на австро-унгарската армия в битката при Лемберг, провеждат политика на русификация, назначавайки руски държавни служители и затваряйки 3000 полски и русински училища.

### Османските проливи се затварят
Османската империя, която остава встрани по време на Юлската криза, не бърза да се ангажира с едната или другата страна. Тя обаче иска да си отмъсти за договорите от Берлинския конгрес 1878 г. и на 2 август подписва таен германо-османски съюзнически договор. Пристигането на германските крайцери „Гьобен“ и „Бреслау“, които са се укрили в турските проливи от английския кралски флот, променя баланса на силите в Черно море: Вилхелм II ги продава на султана заедно с екипажите и командирите. На 27 август Османската империя денонсира Конвенцията за проливите от Лондон и затваря Дарданелите за външна търговия. Няколко дни по-късно тя отменя режима на капитулациите и затваря всички чуждестранни учреждения. Тъй като Балтийско море вече е под германски контрол, блокадата на Черно море прекъсва морските връзки между Русия и нейните съюзници. На 29 октомври по заповед на военния министър Енвер паша, германско-османският флот бомбардира Одеса, Севастопол и Новоросийск: Русия реагира, като обявява война на Османската империя на 2 ноември, последвана от Франция и Англия на 5 ноември.
На Кавказкия фронт османската офанзива при Саръкамъш през декември 1914 г. – януари 1915 г. е пълна катастрофа: зле екипираната османска армия губи два корпуса, но повече от студ и болести, отколкото в боеве. Британската офанзива в Дарданелите, първо по море през февруари 1915 г., а след това по суша на полуостров Галиполи от март 1915 г. до януари 1916 г., се оказва неуспешна. През 1915 и 1916 г. руският флот извършва няколко операции в Черно море, без да успее да си пробие път през проливите.

### Изпитанията на войната
Първоначалният ентусиазъм на властите не се споделя от народа: няколко чуждестранни наблюдатели отбелязват, че по гарите няма тържествено изпращане на войските и селяните новобранци заминават с примирение. Още от първите седмици някои войници не крият недоволството си: „Кой, по дяволите, ни е докарал тази война? Бъркаме се в чужди работи“, „Ние сме от Тамбов, германците няма да стигнат толкова далеч“, „Нека си се бият. Още малко и ще им видим сметката.“ Повечето имат само бегла представа за причините за войната и не знаят нито къде е Сърбия, нито дори Германия.
Под ръководството на генерал Сухомлинов, военен министър от 1909 г., Русия е придобила големи количества въоръжение, но командването остава доминирано от генерали от придворната аристокрация и гвардейската кавалерия, с малки познания по съвременните военни техники. Великият княз Николаевич, номинален главнокомандващ, не е военен експерт. Координацията между министерството, Генералния щаб (Ставка) в Барановичи, и командващите фронтовете е слаба.
През 1914 г. цялата армия разполага само с 679 моторни превозни средства, а за транспорт се ползват каруци. Втора армия, която трябва да играе решаваща роля в настъплението в Източна Прусия, разполага само с 25 полеви телефона и с телеграф, който често се поврежда. Това принуждава командването да изпраща куриери да телеграфират от пощата във Варшава. Руският генерален щаб, подобно на другите воюващи страни, разчита на кратка война: резервът от боеприпаси, 7 милиона снаряда в началото на конфликта, скоро се оказва недостатъчен, а министерството не е изготвило план за военно производство. От началото на 1915 г. новобранците се обучават без пушки и когато отиват на фронта, се налага да чакат, за да вземат оръжия от убитите. Никой не предвижда, че войната ще продължи след есента, и липсват достатъчно зимни дрехи за боевете в Карпатите. Войниците нямат кожени обувки и принадлежности, защото почти целият танин за обработка на кожа се внася от Германия. Оборудването, внесено от съюзниците и Съединените щати, пристига бавно. То е много разнородно и към края на войната пехотата използва 10 различни калибъра огнестрелно оръжие. Повечето генерали не разбират логиката на войната на изтощение и пренебрегват копаенето на окопи или се задоволяват само с една плитка линия. Алексей Брусилов, командващ 8-ма армия, е един от малкото командири, организирали тройна отбранителна линия, но установява, че подчинените не изпълняват заповедите му.
През 1915 г. руската армия, лошо снабдена и често лошо командвана, е разгромена от големите офанзиви на Централните сили: Горлицки пробив на австро-унгарци и германци в Галиция, германско настъпление в централна Полша. Големите руски крепости Ивангород, Новогеоргиевск, Гродно, Осовец и Ковно са обкръжени и обстрелвани от тежка германска артилерия. Те са принудени да капитулират заедно с големи запаси от боеприпаси. Тактиката на опожарената земя, заповядана от руския генерален щаб, води до унищожаването на фабрики, складове и силози, а стотици хиляди цивилни се евакуират панически на изток. Загубата на руска Полша лишава империята от 10% от производството на желязо и стомана и 50% от химическата ѝ промишленост.
- Време на бедствия, 1914–1915 г.
- Влак, превозващ руски войници към фронта. Снимка от Чарлз Морис, август 1914 г.
- Руски военнопленници, водени от германски войници след капитулацията на Новогеоргиевската крепост, август 1915 г.
- Руски селяни, евакуирани по време на Голямото отстъпление, ноември 1915 г.

### Непрекъснат поток от хора
В началото на войната благородниците съставляват огромното мнозинство от офицерите: 90% от генералите, 80% от офицерите от среден ранг и 65% от младшите офицери. Командването претърпява значителни загуби: 60 000 офицери са убити и ранени през първите 12 месеца на войната, а 72 000 загиват или изчезват между 1914 и 1917 г., включително 208 генерали и 1076 медицински офицери. През 1914 г. военните училища обучават 30 222 офицери за година и половина; през 1916 г. те изпращат на фронта 50 350 офицери; общо армията получава 227 000 нови офицери по време на войната, от които само 5% са благородници, 27,5% от средната класа и 58,4% селяни. Новите офицери и подофицери, повечето от които са от работническа класа, намират за все по-трудно да търпят арогантността и некомпетентността на своите началници. Когато в армията започват да се усещат революционните вълнения, много от тях проявяват солидарност със своите войници.
Смъртността вследствие на бойни действия, инфекции от рани и епидемии надхвърля всички прогнози и медицинската служба бързо се претоварва. Генерал Брусилов заварва в една полева болница с 3000 ранени и болни само 4 лекари, работещи денонощно. Армията загубва 1,8 милиона души само през 1914 г. Евакуацията на ранените по претоварената железопътна мрежа създава непреодолими проблеми: по време на офанзивата при езерото Нароч от март – април 1916 г. са необходими 5 дни, за да може един влак с ранени да стигне до Москва, а по време на офанзивата на Брусилов през юни 1916 г. дните са 12. Московският евакуационен окръг, обхващащ 6 централни руски губернии (Москва, Ярославъл, Казан, Самара, Тамбов и Кострома), със 196 000 болнични легла, приема средно по 90 000 ранени и болни на месец и общо 2 427 288 от август 1914 г. до юни 1917 г. Въпреки усилията на експерти хирурзи като Николай Богораз (ru) и Николай Бурденко, процентът на възстановяване е нисък: от 1,5 милиона войници, хоспитализирани между септември 1914 г. и септември 1915 г., 468 000 са изпратени обратно на фронта, а от тези, които не са починали от инфекции или епидемии, много остават инвалиди.
Текучеството на редовия състав е също толкова голямо, колкото и това на командирите: по време на войната на практика всяка военна част променя състава си десет до дванадесет пъти, което пречи на обучението. Генерал Антон Деникин говори за „непрекъснат поток от хора“. Мобилизираните селяни се оплакват, че техните командири живеят луксозно далеч от войската и се отнасят с войниците си като с крепостни. Един от тях пише, че в неговата част офицерите „бичували с камшик петима мъже пред 28 000 войници, защото са напуснали казармите си да отидат да купят хляб без разрешение“.
- Изпитанията на войната, 1914–1915
- Сибирски войници във Варшава, 1914 г.
- Евакуация на ранен мъж с железопътен транспорт, Москва, 1914 г.
- Руски войници, убити по време на офанзивата при Нарев, немска пощенска картичка, 1915 г.
- Военна болница, създадена в училище „Карл К. Мазинг“ в Москва, 1914 г.

### Дискредитиране на властта
На 19 юли 1915 г. Николай II се съгласява да открие отново Думата. Това решение е приветствано от либералната буржоазия, особено от московските индустриалци, които се надяват на реформи, по-ефективно управление и по-добро разпределение на поръчките за оръжие. Депутати от центъра и левицата обединяват сили, за да сформират „Прогресивен блок“, състоящ се от две трети от депутатите, но царят бързо вижда в това заплаха за автокрацията.
На 22 август август 1915 г., когато ситуацията на фронта е катастрофална, Николай II решава да уволни княз Николай Николаевич, който е изпратен на Кавказкия фронт, и сам да поеме командването. Това решение предизвиква такова недоволство сред министрите, че неколцина обявяват публично неодобрението си. Царят заминава за Ставката в Могильов и вече контролира политическите решения само дистанционно. Императрица Александра, много непопулярна поради немския си произход и благосклонността си към лечителя Григорий Распутин, упражнява властта. На 2 септември 1915 г. тя разпуска възстановената Дума, което води до двудневна обща стачка в Петроград. Министрите, които не одобряват нейното поведение или нейния фаворит Распутин, са уволнени. Между септември 1915 г. и февруари 1917 г. Русия има 4 министър-председатели, 5 министри на вътрешните работи, 3 на външните работи, 3 на транспорта и 4 на земеделието. През март 1916 г. царят уволнява генерал Алексей Поливанов, военен министър, отличен организатор, който успява да възроди армията след фиаското от 1915 г., но когото императрицата упреква за връзки с либералната опозиция.
Към края на 1916 г. парламентарната опозиция инициира няколко заговора за детрониране на царя и поверяване на регентството или на неговия чичо Николай Николаевич, или на брат му Михаил Александрович, но нито един от тях няма желание да поеме властта. Единственият успешен заговор е убийството на Распутин от група благородници на 16 декември 1916 г., но тослужи само за по-нататъшна изолация на царя.

### Последни победи
В началото на 1916 г., когато британската операция в Дарданелите се превръща във фиаско, руснаците, подкрепени от арменски доброволци, решават да започнат мащабна офанзива на Кавказкия фронт. Започнала посред зима в дълбок сняг, тя води до превземането на Ерзурум, Трапезунд и Ерзинджан. Трудността на придвижване в планинския терен, пристигането на османски подкрепления и изтощението на руската армия, която е заета с офанзивата на Брусилов в Галисия, довеждат до стагнация на фронта. Противниците са на предела на силите си, когато Февруарската революция от 1917 г. води до преместване на руската армия, позволявайки на османците да си върнат загубените провинции.
Галицийската офанзива от 1916 г. е една от най-големите операции на войната. Югозападният фронт, командван от генерал Алексей Брусилов, разполага с 4 армии (8-ма, 11-та, 7-ма и 9-та) с общо 600 000 души. Той се възползва от усилията, положени от 1915 г. насам, за да обнови въоръжението с по-добри картечници, артилерия и боеприпаси, да обучи няколко випуска нови офицери и да адаптира тактиката си въз основа на опита, придобит от съюзниците на Западния фронт : щурмовите части да напредват възможно най-близо до вражеските линии с помощта на опорни точки и подходни окопи. Руски самолети разузнават австро-унгарските позиции, които са обстрелвани от артилерия от началото на офанзивата на 4 юни. Руснаците атакуват на фронт от 80 км и напредват с 45 км. В северния сектор на фронта (Беларус), трябва да се проведе друга операция срещу германците, Барановичката офанзива. Поради метеорологичните условия и други фактори тя започва едва през юли и завършва с пълен провал. Главната офанзива на югозападния фронт затъва в блатата около крепостта Ковел. Тя обаче има значителни стратегически последици: германците са принудени да намалят натиска си в битката при Вердюн; австро-унгарците, които са загубили 567 000 убити и ранени и 408 000 пленници, отменят заплануваната си офанзива на италианския фронт; а влизането на Румъния във войната на страната на Антантата на 27 август открива нов фронт на фланга на Централните сили.
Румънският ангажимент обаче идва твърде късно и е зле координиран с руската офанзива: Русия, напротив, трябва да разгърне фронта си на юг, за да предотврати смазването на Румъния след падането на Букурещ. През януари 1917 г. три руски армии (9-та, 4-та и 6-та) държат молдовския фронт между Карпатите и делтата на Дунав, докато силно притиснатите румънски дивизии се възстановят в тила.
Частичните успехи от 1916 г. не са достатъчни, за да компенсират спада в бойния дух на руската армия. Както разкрива цензурата на пощата, в края на 1916 г. 93% от войниците са равнодушни или са песимистично настроени относно изхода на конфликта.

## Положението в тила

### Финансови проблеми
Процентът на мобилизация в Русия е нисък: 10%, в сравнение с 20% във Франция и Германия. Икономиката обаче изостава. Помощта за семействата на мобилизираните войници се е увеличила от 191 милиона рубли през 1914 г. до 624 милиона през 1915 г., плюс отпуснати пенсии за вдовици, сираци и инвалиди. Държавната банка на Руската империя отпечатва 1,5 милиарда рубли през първите месеци на конфликта и към декември 1915 г. рублата вече е загубила 20% от стойността си. Русия е принудена да тегли заеми от съюзниците си: през октомври 1915 г. тя получава 500 милиона рубли от французите и 3 милиарда от британците. Като обезпечение част от руския златен запас на стойност 464 милиона рубли е изпратен в Англия.
Финансирането на войната води до увеличаване на държавния дълг. Общо по време на войната руската държава харчи 38,65 милиарда рубли, 62% от които са покрити от вътрешен дълг и печатане на пари, 24% от данъци, а останалото – от външен дълг.
- Плакат за 5,5% заем за национална отбрана, 1916 г.
- Развитие на паричното предлагане и инфлацията в Русия между 1914 и 1917 г.[13]

### Транспортни затруднения
Транспортът е едно от слабите места в огромната Руска империя. След като османците затварят Черно море, вносът се насочва към пристанище Архангелск на Бяло море, което обаче замръзва през зимата, и към незамръзващото пристанище Мурманск. Трафикът обаче е под заплахата от германските подводници. В началото на войната строителството на Беломорската железница все още не е завършено. Новата еднорелсова линия е построена набързо от неквалифицирани работници, частично използва дървени релси и е допълнително подложена на нестабилност от замръзналата земя. Тя изисква постоянни ремонти, а влаковете по нея се движат със скорост 10 – 20 км/ч. На обекта са наети 70 000 военнопленници и 10 000 руски работници, чиито условия на живот предхождат условията в бъдещия ГУЛАГ. Архангелската железница, в която през 1914 г. се движат едва дузина малки влакове дневно, през 1916 г. успява да обработи 2,7 милиона тона товари. Към 1917 г. теоретичният капацитет на трите основни снабдителни линии – Архангелск, Мурманск и Транссибирската железница – се увеличава до 3,5 милиона тона годишно.
За да улесни достъпа до арктическите пристанища, през октомври 1914 г. Русия придобива два ледоразбивача: канадския „Ърл Грей“ и американския „Хорн“.
Производството на въглища се увеличава по време на войната с откриването на нови находища в Урал и Сибир, но въглищните находища в Донбас и на изток са твърде далеч от основните индустриални центрове. През 1914 г. само железопътните линии консумират 30% от въглищата (50% през 1917 г.). Когато липсват локомотиви, въглищата се натрупват на доковете: през октомври 1915 г. има натрупани 1,5 милиона тона, които нарастват до 3,5 милиона тона през март 1916 г.
Основната единица за железопътен транспорт е теплушката (отоплителен вагон) – обикновен товарен вагон с централна печка, който може да побере 28 войници и до 45 затворници. Приоритетът, даван на военните конвои към фронта, причинява значителни закъснения в гражданския транспорт, снабдяващ големите градове на Северна Русия. Поради липсата на локомотиви храната често се разваля по пътя.
- Влак с войници, завръщащи се от фронта, в Дружковка (Донецк) през 1917 г.
- Канадският ледоразбивач „Ърл Грей“ става руският „Фьодор Лютке“ през 1914 г.

### Стимул за руската индустрия
Въпреки дългото първоначално забавяне, Русия успява да стартира военна индустрия. Едва през април 1915 г. Ванков, директор на Брянския арсенал, получава разрешение да обедини дузина компании за производство на снаряди. За руските поражения през 1915 г. до голяма степен е виновна кризата с боеприпасите, утежнена от лоша организация, особено в ранните дни на войната. Един арсенал произвежда 900 000 дефектни артилерийски взриватели, преди някой да забележи дефекта. Генерал Алексей Маниковски, който по-късно става министър във Временното правителство, а след това ръководител на артилерията на Червената армия, пише: „В тази област всички негативни качества на руската индустрия са напълно очевидни: бюрокрация, умствена инерция от страна на мениджърите, невежество до степен на неграмотност от страна на работната сила “.
Производството на пушки се учетворява между 1914 и 1916 г., докато това на 3-инчови снаряди нараства от 150 000 на месец през август 1914 г. до 1,9 милиона през 1916 г. Русия произвежда по време на войната 3,5 милиона пушки, 24 500 картечници, 4 милиарда куршума и 5,8 милиона 4,8-инчови снаряда. Държавните арсенали, с общо 310 000 работници, дават по-голямата част от производството, следвани от големите петроградски индустриалци като Николай Путилов. Индустриалците в Москва и провинцията също имат своя дял в производството и печалбите. Държавният съвет за отбрана контролира общо 4900 предприятия. За да увеличат дейността си, заводът Путилов, Коломенският инженерен завод, Сормовският машинен завод, Брянският арсенал и Тулският оръжеен завод привличат британски техници от Викерс и френски техници от Шнайдер-льо Крезо. Притокът на чуждестранна експертиза и оборудване, особено от САЩ, позволява разширяване на производството на локомотиви, на автомобилната промишленост и радиото. Русия е принудена да внася някои суровини, като например мед.
Победите над австро-унгарската армия осигуряват достатъчно оръжие и боеприпаси за екипиране на два армейски корпуса. Руснаците дори създават фабрики за боеприпаси, за да снабдяват оръжията с австро-унгарски калибър и през 1916 г. те произвеждат 37 милиона патрона. Блокирането на вноса налага търсенето на заместители на химикалите, дотогава внасяни главно от Германия, и разработването на местни находища. Недостигът на въглища стимулира изследвания в областта на рафинирането на петрол и хидроенергетиката, които по-късно се доразвиват със съветската индустриализация.
Сред обществото пълзят слухове, които критикуват корупцията, черния пазар и военновременните спекуланти.  Това широко разпространено недоволство обаче намира слабо политическо изражение преди избухването на Февруарската революция.

### Спасителни служби
Имперска Русия отдавна има структури за подпомагане на жертвите на войната. През 1814 г., веднага след Наполеоновите войни, е основан Александровският комитет за ранените във война, а по време на войната срещу Япония през 1904 г. е основан Скобелевският комитет за военноинвалиди. Продължаването на конфликта създава нови нужди, които държавата трудно задоволява. Пенсиите за войнишки семейства, вдовици, сираци и инвалиди представляват нарастващ разход и въпреки че са увеличени на няколко пъти, не са в състояние да се справят с инфлацията. Броят на бенефициентите се увеличава от 7,8 милиона през септември 1914 г. до 10,3 милиона през 1915 г. и 35 милиона през 1917 г.
Гражданското общество се организира в подкрепа на армията и нуждаещите се. Съюзът на земствата, създаден на 12 август 1914 г. и председателстван от княз Георги Лвов, обединява провинциалните събрания и селските земевладелци, организира събирането на храни и оборудване и създава центрове за грижи за ранените. В сътрудничество със Съюза на градовете, председателстван от кмета на Москва М. В. Чесноков и Николай Кишкин, той наема техници, геодезисти и статистици и по време на разгрома през лятото на 1915 г. има важен принос за настаняването на разселените. През юни 1915 г. двата Съюза обединяват сили, за да сформират Земгор (на руски: Главный по снабжению армии комитет Всероссийских земского и городского союзов). Двата съюза започват да получават военни поръчки, които се произвеждат или в малки местни предприятия, или в специално създадени работилници: първият „земски“ снаряд е произведен през юли 1915 г. През ноември 1915 г. само московската община доставя на армията 800 000 шинела, 220 000 чифта валенки и 2,1 милиона противогази. Към 1916 г. Съюзът на земствата има 8000 филиали с няколкостотин хиляди служители. През 1916 г. министърът на вътрешните работи Николай Маклаков нарежда на Лвов да разпусне своята 80-хилядна бригада от цивилни доброволци, които отиват на фронта да копаят окопи и гробове.
Руският Червен кръст, благодарение на международното си влияние и подкрепа сред управляващите, печели по-голямо уважение и допринася за медицинската помощ и предотвратяването на епидемии. На 28 август 1914 г. той създава Централно бюро за информация за военнопленниците, което позволява на семействата да установят връзка с изчезналите си близки. От 1915 г. нататък императрицата, принцесите, придворните дами и актрисите с удоволствие се снимат с ранените в униформи на медицински сестри, но само великата княгиня Олга, най-голямата принцеса, е убедителна и се радва на популярност в тази роля.
По-традиционните форми на благотворителност са спонсорирани от Православната църква или търговските асоциации, особено в Москва.
- Медицинска сестра и ранен войник, плакат от Сергей Виноградов, 1916 г.
- Военна болница в Петроград, 1916 г.
- Великите княгини Олга и Татяна като медицински сестри в Дворцовата болница, библиотека „Байнеке“, около 1915 г.

### В търсене на вътрешния враг
С началото на войната антисемитизмът, който в навечерието на конфликта сякаш намалява, рязко се засилва. В армията служат почти 500 000 евреи. Те са подложени на обвинения в прогермански настроения и стават жертва на насилия от войниците, особено от казаците. В края на 1914 г. генерал Николай Ружски, командир на Северния фронт, ги изселва от провинция Плоцк, докато губернатор Бобрински ги прогонва от окупираната Галиция. По време на фийското от 1915 г. те са сред населението, масово преместено в централните райони на империята. Парадоксално, тази депортация позволява на евреите да напуснат линията на уседналост, в която са ограншчени да живеят след разделянето на Полша. Подобна съдба засяга и циганите.
Антигерманизмът също намира плодородна почва. На 6 септември 1914 г. вестник „Новое время“ съобщава, че крупни германско-балтийски земевладелци строят площадки за кацане на германски самолети и пристанища за дебаркиране на вражески флоти. Разследването бързо разсейва слуховете, но германците в Русия остават под подозрение. Правителството предприема конфискация на германска собственост с двойната цел да задоволи антигерманските настроения и да даде частично удовлетворение на селяните, при липса на по-обща аграрна реформа. Закон от 15 февруари 1915 г. експроприира собственост не само от германци, но и австро-унгарски, османски и по-късно български граждани. Тази мярка се прилага за всички чужденци, натурализирани след 1 януари 1880 г., и техните наследници; тя по принцип не засяга волжките немци, които са се установили през 18 век, нито балтийските немци, често богати земевладелци, чието заселване датира от Средновековието. Лишени от собственост са 2805 чужденци и 41 480 граждани от чуждестранен произход, понякога просто защото името им звучи на немски. Експроприирани са 34 германски компании и 600 компании, частично собственост на Германия. Тази мярка нарушава производството в няколко сектора, докато стотици компании успяват да избегнат тази съдба. През юни 1915 г. в Москва избухват антигермански бунтове: тълпи ограбват германски компании и дори производители на пиана. Фабриката за шевни машини „Сингер“ в Подолск, която е американска въпреки германското си име, е принудена да съкрати 125 германски служители.
Сред войниците и офицерите се разпространява изобилна пропагандна литература, която обяснява значението на войната, със заглавия като „Нашият верен съюзник Франция“, „Белгийската смелост“, „За значението на текущата война“. Те осъждат германските зверства и амбициите на пангерманизма, чиято цел е да раздели Русия и да пороби славянските народи. Но с нарастването на пораженията на фронта плъзват слухове за съществуването на т.нар „Черен блок“, включващ императрицата, Распутин и министри от немски произход като Борис Щюрмер, ръководил правителството през 1916 г., който уж работи да предаде Русия като сключи сепаративен мир с Германия.

### Положението на селячеството
В това предимно провинциално и аграрно общество, последиците от войната се усещат широко в селата. През 1913 г., рекордна година по урожай, Руската империя изнася 13 милиона тона зърно. През 1914 г. реколтата е застрашена от мобилизацията на 800 000 фермери, но остава на средно ниво. Тя се покачва отново през 1915 г., спада през 1916 г. (до 79,6% от средното за 1909 – 1913 г.) и отново се покачва през 1917 г. (до 94,7% от средното). Тези цифри не показват обаче големите регионални различия: Украйна, Южна Русия и Сибир с излишъка си трябва да изхранват по-малко плодородната Северна Русия и армията, разположена предимно в западните райони. В допълнение към мобилизирането на мъжете, армията реквизира коне (2,1 милиона между 1914 и 1917 г.), докато фабриките, мобилизирани да задоволяват военните нужди, спират да произвеждат селскостопанска техника.
Недостигът на храни не се дължи на лоша реколта, а на нарушената търговия: Голямото отстъпление от 1915 г. води до загуба на плодородни провинции и разселва няколко милиона жители (5,5 милиона според Николас Верт) към централните и северните провинции, а покупките за армията водят до бърза инфлация. Правителството създава система за армейско снабдяване през 1915 г. и централна служба за брашно през юни 1916 г., но не обмисля въвеждането на купонна система до септември 1917 г.
Спирането на износа и недостигът на промишлени стоки, (индустрията се е преориентирала към военно оборудване), оставят фермерите с големи излишъци от зърно, които не могат нито да продават, нито да разменят. Те се връщат към потребителско селско стопанство, като намаляват дела на търговските култури (пшеница, ечемик, захарно цвекло) в полза на хранителните (ръж, овес, картофи), предназначени за своя консумация и за добитъка, и развиват местни занаяти във вълнопроизводството, производството на кожа и памук. Докато големите имения западат поради липса на машини и наемна работна ръка, много средни фермери забогатяват от продажбата на месо и водка; положението им често е по-добро, отколкото преди войната.
За да се преодолее недостигът на работна ръка, на работа са наемани военнопленници, предимно австро-унгарски. През 1916 г. 460 000 от тях са заети в селското стопанство, а 140 000 в пътното строителство. Разселените лица от западните провинции също представляват важен резерв от работна ръка: след първоначалното нежелание, през октомври 1916 г. 354 000 са наети в области, където притежават експертиза.
Войната променя и ролята на жените, които трябва да заменят мобилизираните мъже. 91,6% от съпругите на войниците живеят в селата. Жените представляват 60% от селскостопанските работници през 1916 г. и поемат принудително ролите на работник и управител. Те се стремят да поддържат кореспонденция с мобилизираните си съпрузи и да пращат децата на училище в земствата. Те изразяват исканията си по-открито: като реакция на недоимъка и инфлацията, на пазарите избухват „женски бунтове“. Въпреки че не успяват да сформират политическо движение, писмата и петициите от войнишки съпруги отразяват нарастващо недоволство от богатите, спекулантите и императорското семейство.

### Недоволство сред работниците
Развитието на военната индустрия се отразява в бърз растеж на броя на работниците: увеличение с над 20% между 1913 и 1916 г., благодарение на приноса на жените, чийто дял нараства от 30% на 40% от работещите. Дял в ръста имат и разселените от западните провинции, поне когато си намират работа по свой вкус: в Екатеринослав само хиляда души са се съгласили да работят във въглищните мини, при налични 22 000 свободни работни места. Китайци и корейци също са докарани в Русия. Руското селячество обаче е големият резервоар на работна сила, с един милион създадени работни места в промишлеността и строителството.
Условията на живот на работниците се влошават поради ръста на инфлацията и недостига на храна. Квалифицираните металурзи, които са от съществено значение за въоръжаването, получават увеличение на заплатите, но неквалифицираните работници и чиновниците – не. От есента на 1915 г. нататък опашките пред магазините в големите градове на Северна Русия се удължават и в началото на 1917 г. една работничка в Петроград прекарва средно по 40 часа седмично в чакане на опашка. Хранителните дажби за неквалифицирани работници намаляват с една четвърт, детската смъртност се удвоява, а броят на проститутките се увеличава 4 или 5 пъти. Жените работнички в провинцията, главно в текстилната промишленост, са многобройни, но неквалифицирани, следователно уязвими за съкращения, слабо организирани и неспособни да развият социално движение до 1917 г.
Работническите стачки, които са значителен брой от 1912 г. до юли 1914 г., са рядкост през първите месеци на войната, но се възобновяват през август-септември 1915 г. От 10 000 между август и декември 1914 г. броят на стачкуващите нараства до 540 000 през 1915 г. и 880 000 през 1916 г. Петроградските работници, особено тези във Виборгски окръг, където са концентрирани няколко големи металургични и електрически завода, са най-политизирани. Техните искания не се ограничават до заплати, работно време и условия на труд: те протестират срещу бруталното потушаване на индустриалните стачки в Иваново и Кострома, разпускането на Думата, организирането на Комитета на военната промишленост, в който са представени началниците, но не и работниците, и военните поражения в Галиция, доказателство за неспособността на властите. През февруари-март 1916 г. работниците във Виборгски окръг отново са в авангарда срещу мерките за реквизиране на работна ръка, а през ноември 1916 г. – срещу осъждането на моряци от Балтийския флот и войници от 18-ти резервистки пехотен полк. Стачките отбелязват и годишнините от Октомврийския манифест и Кървавата неделя 1905 г. В Николаевските военни корабостроителници през януари-февруари 1916 г. стачкуващите изнасят данни, че компанията реализира големи печалби за сметка на работниците. Правителството отказва диалог, изпраща казаци и заплашва стачниците с депортиране в Сибир.
Политическите партии играят малка роля в тези социални движения. Повечето лидери на меншевиките и социалистическите революционери се обединяват около Свещения съюз (Union Sacrée), а малкото идеолози интернационалисти са в изгнание, като например левите меншевики Троцки и Александра Колонтай, и болшевиките Ленин, Бухарин и Зиновиев. Някои от тези емигранти участват в конференцията в Цимервалд, швейцарско село, превърнало се в място за срещи на противниците на войната в Европа. Привържениците им в Русия обаче са малко: болшевиките, съсипани от арести и емиграция, имат само 500 останали бойци в Петроград в края на 1914 г., а в другите градове – още по-малко. В началото на 1917 г. тяхната партия РСДРП(б), все още нелегална, има може би 10 000 членове в цяла Русия, включително 3000 в Петроград. Водачи на стачките са предимно млади, грамотни работници, повечето от които безпартийни. Едно от най-жестоките движения избухва на 17 октомври 1916 г. във Виборгския квартал на Петроград, във фабриките „Леснер“ (за подводници) и „Рено“, преди да се разпространи в други предприятия в столицата. Гарнизонните войници, предимно възрастни запасняци или възстановяващи се ранени, са склонни да симпатизират на стачкуващите и да се опълчат на полицията.

## От война към революция

### Февруари–март 1917 г.: революция в Петроград
В Петроград февруари 1917 г. е особено студен (−15 °C), като студът парализира железопътния и речния транспорт и прекъсва снабдяването. Опашките пред пекарните са постоянни, което увеличава народното недоволство.
На 23 февруари/8 март, Международния ден на жената, големи тълпи от демонстранти се събират в центъра, за да поискат равни права; във Виборгски квартал работничките протестират с викове „Хляб!“ и „Долу царя!“.
В следващите дни стачката се разраства, тъй като работниците заобикалят полицейските блокади, прекосявайки замръзналите канали, и се опитват да стигнат до Невски проспект. Отрядите казаци в крайна сметка симпатизират на демонстрантите. На 25 февруари /10 март Николай II, който е в щаба си в Могилев, телеграфира на генерал Сергей Хабалов, губернатор на Петроградския военен окръг, със заповед „утре да потуши бунта“.
На сутринта на 26 февруари/11 март, изпълнявайки заповедта, Семьоновският, Павловският и Волинският полк откриват огън по тълпата. Демонстранти нахлуват във Волинските казарми. Подофицери като сержант Сергей Кирпичников и сержант Фьодор Линде убеждават войниците в полковете си да се побратимят с работниците и да се разбунтуват срещу офицерите.
На 27 февруари/12 март военният гарнизон се присъединява към въстанието, но сблъсъците с полицията продължават. Тълпата подпалва полицейски участъци и съдебната палата и освобождава 8000 затворници, повечето от които са криминални престъпници, и това веднага води до плячкосване. Вандализирани са статуи, гербове и други имперски символи. Въстаниците създават временно ръководство, съвет от работници и войници, който става Петроградски съвет. В него мнозинството съставляват войници, често селяни новобранци. Междувременно група депутати от Думата се завръщат в Таврическия дворец и се опитват да сформират демократично временно правителство. Военният гарнизон на столицата е напълно дезорганизиран и генерал Николай Иванов, натоварен със задачата да потуши въстанието с войски от фронта, осъзнава, че бунтът се разпространява и сред неговите хора. Царят, несигурен какво да прави, се опитва да се върне в Царское село, където е семейството му, но железопътната линия е блокирана от стачкуващи железничари. Накрая, генерал Михаил Алексеев, началник на Генералния щаб, и останалите генерали стигат до заключението, че няма друг начин за възстановяване на реда, освен да свалят царя и да предадат властта на Думата. Николай II абдикира на 2/15 март 1917 г.

### След революцията
Докато последните схватки противопоставят разбунтуваните войници на офицери, окопани в Генералния щаб, Адмиралтейството и Зимния дворец, временен комитет на Думата се стреми да възстанови някакво подобие на ред. Той нарежда да се арестуват министри и висши служители, отчасти за да ги предпази от народния гняв. В деня на абдикацията на царя е сформирано временно правителство: княз Георги Лвов е министър-председател и министър на вътрешните работи, Александър Гучков е министър на войната и флота, а Павел Милюков е министър на външните работи. Повечето министри са от Земгор, Комитета по военна промишленост и либералните партии в Думата. Александър Керенски, представител на Петроградския съвет, е назначен за министър на правосъдието и бързо става най-популярната фигура в правителството.
Петроградският съвет, помещаващ се в друго крило на Таврическия дворец и единствен притежаващ авторитет пред тълпите, формира на практика втора власт редом с Думата. На 14 март, в присъствието на шумно множество войници, той издава Заповед № 1, с която призовава всички военни части да избират комитети и да изпратят свои представители в съвета; същевременно премахва външните знаци на субординация, считани за остатък от крепостничеството. Войниците вече не трябва да се обръщат към офицерите с „Ваше Височество“, а с „Господин Генерал“, отпада обръщението към подчинените си с „Господин“, както и задължението да се отдава чест извън носенето на служба. Съветите изискват от Временното правителство да приеме редица условия: амнистия за всички политически затворници; свобода на словото, събранията и печата; прекратяване на всяка дискриминация, основана на класа, религия или националност; незабавно разпускане на полицейските сили, които да бъдат заменени от народна милиция с избираеми офицери; да се проведат общи избори с всеобщо избирателно право; правителството да гарантира, че войниците, участвали в революцията, няма да бъдат разоръжени или изпратени на фронта; да предостави пълни граждански права на войниците извън служба.
Новината за революцията се разпространява бързо из цялата страна и на фронта. Войниците носят червени панделки, сформират войнишки комитети, тормозят командирите, които отказват да приемат новите правила, и понякога ги убиват. Членовете на комитетите, политизираните войници и подофицерите общо взето са за продължаване на войната и приемат дисциплината да бъде възстановена, стига офицерите да проявяват уважение към своите войници. На фронтовете и в армиите се провеждат Конгреси на войнишките делегати, често с участието на делегати от гражданските съвети. Конгресът на Западния фронт, проведен в Минск през април, събира 850 делегати, 15% от които са цивилни.
Мненията на руснаците след революцията са записани в хиляди писма, адресирани до Думата, Петроградския съвет или Керенски. Работниците са най-политизирани, призовавайки за учредително събрание; те като цяло вярват в новия режим и отправят предимно умерени искания: по-добри заплати, 40-часова работна седмица, сигурност на работното място, контрол на работниците върху управлението на компаниите, но без експроприация. Много селяни изискват незабавен мир и разделяне на големите имения: техният идеал е този на малък семеен имот, достатъчен да осигури препитание за всички. Войниците и моряците също искат мир, но по по-премерен начин, чрез преговори в съгласие със Съюзниците; преди всичко те искат реформа на военната дисциплина и да бъдат третирани от офицерите си като равни. Националните малцинства искат или независимост (финландци, поляци, литовци, латвийци), или автономия и признаване на правата им в рамките на Русия (украинци, евреи). Татарите и другите мюсюлмани също искат мир с Османската империя
Властта подкрепя продължаването на войната в съюз с Антантата, но има разлики: Петроградският съвет си поставя за цел мир на всяка цена без анексии или обезщетения, докато Милюков, министър на външните работи, държи да отстоява пред Съюзниците старите претенции на Руската империя към Константинопол и проливите. На 18 април 1917 г. той изпраща нота до съюзническите правителства, обещавайки Русия да продължи войната до „нейния славен край“. Така той твърдо се противопоставя на исканията на Петроградски съвет. На 20 – 21 април 1917 г. избухват масови демонстрации на работници и войници срещу продължаването на войната, които искат оставката на Милюков и други „буржоазни“ министри и край на „империалистическата война“. Наред с Франция и Англия, от април 1917 г. Русия има нов съюзник, Съединените щати, които стават неин основен доставчик на пари и оборудване

### Искания за отделяне на нациите
Временното правителство скоро се сблъсква с исканията на националностите. В манифеста си от 7/20 март то заявява, че е пълноправен наследник на руския имперски суверенитет. Специално положение в рамките на империята заема княжество Финландия: неговите демократични институции са суспендирани още след революцията от 1905 г. По време на войната финландците не са мобилизирани, но руската администрация изисква от тях голям финансов принос, като същевременно възпрепятства търговията им с Швеция и косвено с Германия. Германският генерален щаб насърчава създаването на Финландските егери – малка антируска армия, бореща се за независимост. Националистите твърдят, че абдикацията на царя слага край на личната уния с Русия и че властта се връща към финландския парламент. Изправени пред неотстъпчивостта на Временното правителство, финландците, подкрепени от болшевиките и част от руската опозиция, провъзгласяват своята независимост на 23 юни 1917 г. Керенски отвръща на 21 юли 1917 г., като руската армия окупира Хелзингфорс.
Украинците, както и поляците, са разделени между империите: 3 милиона са служили в руските армии и 250 000 в тези на Хабсбургите. Русия апелира за панславизъм, докато Австро-Унгария насърчава украинския национализъм срещу руснаците: този проект се проваля, тъй като се сблъсква с опитите на Австро-Унгария и Германия да обединят поляците. След революцията от февруари-март 1917 г. украинските искания се събуждат отново и в Киев е сформирана Централна рада по модела на руските Съвети, която обединява политически партии и културни и професионални сдружения. Радата провежда първото си заседание на 17 март и свиква Всеукраински национален конгрес от 17 до 21 април. Украинците искат демократичен и федерален режим, широка автономия за Украйна и представителство на бъдещата мирна конференция. Военните също се политизират, провеждайки първия Всеукраински военен конгрес в Киев от 18 до 25 май 1917 г., председателстван от Симон Петлюра. Властта на Радата обаче се конкурира с тази на Временното правителство, което е назначило нови губернатори (повечето са руснаци), и с тази на войнишките и работническите съвети, които разчитат преди всичко на неукраинските малцинства – руснаци, евреи и поляци. В края на май 1917 г. Временното правителство отхвърля исканията на украинците, сформира Генерален секретариат, който да действа като регионално правителство, и свиква Украинско учредително събрание.
Мюсюлманите от европейските руски провинции, волжките татари, башкирите и кримските татари, които са руски поданици отдавна, са лоялни към империята и са приели мобилизацията, виждайки я като възможност да поискат равни права. Същото не може да се каже за руски Туркестан, където въвеждането на наборната военна служба през 1916 г. предизвиква бунт на мюсюлманите срещу руските заселници. Мюсюлманите от Туркестан в крайна сметка са обезоръжени и 100 000 от тях са мобилизирани в трудови батальони, докато правителството на Керенски не им дава амнистия през 1917 г.
- Националностите на Руската империя през войната
- Татарски войници празнуват Курбан байрам със своя имам близо до Брест-Литовск през 1914 г.
- Демонстрация на естонци в Петроград през март 1917
- Войнишки митинг в Украйна през 1917
- Демонстрация в Тбилиси, столицата на Кавказкото наместничество, през февруари 1917

### Положението в провинцията
Революцията поражда вълна от въстания и в провинцията, като в различните населени места формата и мащабът им варират от мирни протести до грабежи и убийства. Отначало демонстрациите са относително мирни. Селяните, въоръжени с оръжия и сечива, се събират с камбана и се отправят към имението. Ако не са избягали, господарят или неговият управител биват задължени да подпишат нотариален акт, с който се удовлетворяват исканията им: по-нисък наем, задължително изкупуване на зърно и добитък на цена, определена от селяните. Селската общност възвръща статута си, загубен при реформите на Столипин, и иззема властта от бившите господари. Селяните „разделници“, които са оградили земите си, трябва да се върнат към колективната собственост.
С наближаването на лятото селяните окупират орната земя, за да могат да я жънат и засяват. Завръщането на мобилизирани войници, независимо дали в отпуск за Великден или дезертьори, спомага за радикализирането на настроенията. Именията биват опожарявани или ограбвани. През май 1917 г. назначаването на есера Виктор Чернов в Министерството на земеделието сякаш отговаря на исканията на селяните. Правителството обаче не разполага със законови средства да възстанови реда или да легализира преразпределението на земята. Затова селяните пристъпват към незаконно заграбване, често съпроводено с насилие срещу господарите, „разделниците“ и духовенството, както и с унищожаване на селскостопанска техника. През лятото с периода на усилна селскостопанска работа настъпва затишие. Правителството на Керенски поема относителен контрол над армията и съдилищата, но през есента е регистриран нов изблик на насилия. Стотици имения в областите Тамбов, Пенза, Воронеж, Саратов, Казан, Орел, Тула и Рязан са опожарени или разрушени от селяни.
Изборите за регионални земства през август, последвани от тези за Всеруско учредително събрание през ноември, водят до коренно различни резултати в селските райони: например ниска избирателна активност в Новгородска губерния, висока избирателна активност в черноземните райони, сбивания и палежи на урни в Киевска губерния. Като цяло, есерите и украинските социалисти постигат най-високи резултати на изборите и печелят подкрепата на селските общности. Болшевиките успяват да надделеят в селските райони, разположени близо до градове, железопътни линии и гарнизони.
Войниците от селски произход следят отблизо събитията в родните си села, често издигайки свои искания. През септември 1917 г. войници от 10-та армия пишат до министъра на земеделието Семьон Маслов: „Обещаха ни земя, но сега е очевидно, че не искат да ни я дадат (...) Ако искате победа на армията, трябва да дадете повече облаги на войниците, които са на фронта от първите дни на мобилизацията (...) бедният селянин без собственост, който не притежава парцел земя, седи в студен, влажен окоп, а в замяна получава само думи“.

### Фронтова безизходица
Съюзниците очакват от Русия да продължи военните си усилия. През март 1917 г. французите призовават за мащабна офанзива на изток, за да подпомогнат собствената си офанзива при Шмен де Дам, но генерал Михаил Алексеев отговаря, че е невъзможно: топенето на снеговете е направило пътищата непроходими, конете и фуражът не достигат, а войските са изгубили всякаква дисциплина. Напротив, Брусилов, командир на Югозападния фронт, твърди, че пролетна офанзива е възможна и че войниците му „горещо искат бой“. Алексеев най-накрая се убеждава, че само с офанзива може да поправи ситуацията. На 30 март той пише до министър Гучков: 
Ако не преминем в настъпление, няма да избегнем задължението да се бием, а просто ще трябва да се бием във време и място, удобни за врага. И ако не сътрудничим на съюзниците си, не можем да очакваме те да ни се притекат на помощ, когато имаме нужда. Безредиците в армията са не по-малко вредни за отбраната от настъплението. Дори и да не сме напълно сигурни в успеха, трябва да преминем в настъпление. 
Най-непредсказуемият елемент е духът на войските. Дезертьорството е чест проблем в армията от началото на войната, наред със самонараняването и психичните разстройства, но до началото на 1917 г. остава контролируемо: официалната статистика, макар и непълна, показва не повече от 100 000 до 150 000 неразрешени отсъствия. Мнозина закъсняват след посещение на семействата си или пък прекарват известно време в скитане из градовете и жп гарите, но в крайна сметка се завръщат в частта си на фронта. Наказанията за дезертьорство са: бой с камшик при първия опит, тежък труд при втори; смъртно наказание се прилага само при трето нарушение и то доста рядко, тъй като отнема много време, за да се организира военен трибунал. Картината се променя с революцията от февруари-март 1917 г.: дисциплината масово се влошава, войниците критикуват офицерите си, оспорват заповедите и понякога отказват да маршируват. През пролетта фронтът е забележително спокоен. Австро-унгарски войник пише в писмо: „Руснаците посред бял ден [напускат окопите], свалят ризите си и търсят въшки. Никой не стреля от наша страна [...] Само руската артилерия стреля от време на време. Командирът на [тяхната] артилерия е французин. Руснаците намекват, че искат да го убият“. По време на Великденското примирие на фронта, германците насърчават побратимяването с противниковите войници от руската 7-ма армия с мотива, че не е нужно да водят война за интересите на Франция и Англия.
Александър Керенски, назначен за военен и военноморски министър на 18 май 1917 г., посещава Брусилов на фронта близо до Тернопил и подкрепя идеята за голяма офанзива. На 22 май той назначава Брусилов за главнокомандващ на армията, въпреки опасенията на Ставката. Брусилов вярва, че демократизирането на армията ще засили нейния патриотизъм и на 24 май постига възстановяване на йерархията и наказанията. Оптимизмът на Керенски е подкрепен от влизането на САЩ във войната, подкрепата на Петроградския съвет за каузата на националната отбрана, патриотичните кампании на конституционно-демократическата партия (либералната десница) и многобройните си почитатели, които виждат в него спасител на Русия, призван да играе решаваща роля в победата на демокрациите. Въпреки това, докато Брусилов обикаля фронта, той осъзнава, че пораженческите идеи набират сила и все повече войници искат незабавен мир, за да се върнат в селата си и да се възползват от преразпределението на земята. Антивоенната пропаганда на болшевиките е под формата на нелегални вестници като „Войнишка истина“ и „Истина от окопите“ и е ограничена, но през май и юни 1917 г. избухват бунтове в части на Югозападния фронт, и то при липса на каквато и да е болшевишка организация.
От пролетта насетне са положени значителни усилия за превъоръжаване и екипиране на войските. Поне някои части имат висок боен дух и вярват, че се борят за свободата си: това са 8-ма армия (генерал Лавър Корнилов), относително незасегната от революционните вълнения, Чехословашкият легион, съставен от чешки и словашки дезертьори от австро-унгарската армия, и „Батальоните на смъртта“, съставени от руски жени доброволки. Офанзивата започва на 30 юни 1917 г. и включва 11-та, 7-ма и 8-ма армии в Галиция и Буковина. Тя постигна частичен успех срещу австро-унгарците: 8-ма армия пробива австро-унгарската 2-ра армия, където част от 19-та дивизия, съставена от чехи, преминава на руска страна.
Първоначалният импулс на офанзивата обаче скоро се изчерпва. Един командир на корпус разказва как още на първия ден неговите хора превзели три реда окопи, пленили 1400 германци и голям брой картечници, а артилерията му елиминирала по-голямата част от противниковите батареи. Щом обаче се стъмнило, войниците му напуснали завладяното, оставяйки само своите командири и шепа мъже. След няколко дни руската офанзива се изчерпва и войниците все по-често отказват да отидат на фронта, докато на австро-унгарските линии пристигат германски подкрепления. Германско-австро-унгарската контраофанзива от 19 юли до 2 август изтласква руснаците обратно към Волиния. На много места германците и австро-унгарците заварват руските окопи вече изоставени. Едновременното настъпление на Северния фронт, целящо да прогони германците от Рига, също се оказва пълен провал. Духът на руската армия се срива и най-малко 170 000 мъже дезертират, реквизирайки влаковете под претекст, че отиват на жътва. Смъртното наказание в Русия, отменено на 12 март 1917 г. с едно от първите решения на Временното правителство, е възстановено на 12 юли: военни съдилища, съставени от 3 офицери и 3 войници, осъждат войниците в случаи на убийство, изнасилване, грабеж и призиви за неподчинение незабавно и на мястото на престъплението, без възможност за обжалване или междинно наказание.
- Русия във война, видяна във френската преса през 1917 г.
- Френският министър Албер Томас и руският генерал Лавр Корнилов посещават фронта в гористите Карпати, Le Miroir, 8 юли 1917 г.
- Генерал Алексей Брусилов, главнокомандващ, и военният министър Александър Керенски на Югозападния фронт, Le Miroir, 8 юли 1917 г.
- Александър Керенски държи реч пред войници в Одеса, Le Miroir, 19 август 1917 г.

### Последни дни на Временното правителство
Разногласията във Временното правителство се задълбочават. Министърът на земеделието Виктор Чернов временно приема заграбването на земя от селяните, предизвиквайки възмущение сред „буржоазните“ членове на правителството. Започването на преговори с Централната рада предизвиква недоволство у руските националисти, които се страхуват от отцепване на Украйна. Георги Лвов подава оставка на 15 юли и е заменен като ръководител на правителството от Керенски. На 17 юли петроградският гарнизон и моряците от Кронщатския флот, страхувайки се да не бъдат изпратени на фронта, се присъединяват към стачкуващите работници от фабриките на Путилов и въстават срещу Временното правителство. Те обсаждат Думата, но не успяват да завземат властта. Правителството обвинява болшевиките и левите есери в опит за въоръжен преврат, издава заповед за арест на техните лидери и ги обвинява в шпионаж в полза на вражеска Германия (тъй като Ленин с 32 съмишленици пристигат в Русия от чужбина с германска помощ.) Юлските събития слагат край на двувластието. Властта преминава изцяло в ръцете на Временното правителство, а съветите, поради есеро-меншевишкото им ръководство, се превръщат в негов безсилен придатък.
На 18 юли, след бурно съвещание в Могильов, Керенски иска оставката на генерал Брусилов и поверява главното командване на Корнилов. Корнилов иска от Керенски да установи диктаторски режим, да обяви военно положение, да възстанови смъртното наказание в тила, да забрани стачките и да разпусне Петроградския съвет. В контрареволюционните среди се поощрява идеята за военна диктатура, която да сложи край на болшевишката агитация, но Керенски не е готов да скъса със Съветите. Взети са мерки за укрепване на дисциплината в армията, на фронта е възстановено смъртното наказание. Влиянието на Петросъвета спада и се слага край на двувластието.
На 11 август Корнилов нарежда на 3-ти кавалерийски корпус на генерал Александър Кримов, включващ Кавказката племенна дивизия, да бъде готов да окупира Петроград и да възстанови реда. На 27 август, след поредица от недоразумения, Корнилов се убеждава, че правителството на Керенски е в ръцете на болшевиките и нарежда на 3-ти корпус да тръгне към Петроград, което дава началото на военен метеж. В отговор Керенски се самопровъзгласява за главнокомандващ, а Петроградският съвет, с участието на болшевиките, организира отбраната на града и блокадата на железопътните линии. Емисари от работническите съвети, Петроградския гарнизон и Съюза на мюсюлманските съвети, който по това време заседава в града, агитират войниците и ги убеждават да останат лоялни на Временното правителство. Метежът на Корнилов приключва с ареста му и самоубийството на Кримов.
Метежът на Корнилов дълбоко разделя армията и обществото. Бунтовнически войници арестуват, осъждат и понякога разстрелват няколкостотин офицери, заподозрени в „корниловизъм“. Керенски бива изоставен както от десницата, която подкрепя осъдените генерали, така и от левицата, която загубва всякакво доверие в него. Той упражнява „диктатура“ практически без власт. Като последица от подготовката за отпор на неговия метеж 40 000 въоръжени кронщатски моряци и работници запазват оръжията си и формират ядрото на болшевишката Червена гвардия.
Превземането на Рига от германците (1 – 5 септември 1917 г.), последната голяма операция на фронта, допълнително дискредитира Временното правителство. Германската 8-ма армия атакува с превъзхождащи технически ресурси, включително отровен газ, огнехвъргачки и въздушни бомбардировки. След няколко дни боеве руската 12-та армия се оттегля в безпорядък на север от Западна Двина, изоставяйки артилерията си поради липса на фураж за впрегатните коне, докато XLIII корпус, и по-специално латвийските стрелци, се жертват, за да прикрият отстъплението.
Разпадането на империята продължава. От 21 до 28 септември в Киев се провежда Конгрес на народите на империята по инициатива на Централната рада, на който се събират представители на 10 националности, призоваващи за превръщането на империята във федерация на свободните народи. Делегатите избират Народен съвет към Временното правителство.
Керенски е загубил всякакъв авторитет, дори пред съюзниците, които вярват, че възнамерява да подпише сепаративен мир. На 2 ноември, пет дни преди падането на Временното правителство, генерал Александър Верховски, военен министър, заявява, че армията вече не е годна да се бие. Самият Керенски по-късно признава, че единственият начин да се избегне превземането на властта от болшевиките е било незабавното подписване на мир с Германия: „Бяхме твърде наивни“.

### Болшевиките превземат властта и слагат край на войната
Ленин, живеещ в нелегалност в Петроград след кратко изгнание във Финландия, е решен да се възползва от слабостта на Временното правителство. Той убеждава другарите си Зиновиев, Каменев и Троцки, че властта трябва да се завземе чрез преврат преди Втория всеруски конгрес на работническите и войнишките съвети, насрочен за началото на ноември, и преди изборите за Учредително събрание през същия месец, което ще създаде нов правен ред. Троцки е назначен за ръководител на Петроградския военно-революционен комитет, състоящ се от около 40 полка, 200 фабрични и 15 окръжни комитета, общо 20 000 или 30 000 души. За пореден път заплахата от изпращане на фронта предизвиква войнишки бунт. Военно-революционният комитет, представяйки се за еманация на Петроградския съвет и провъзгласявайки за своя цел защитата на града от настъпващите германци, поема водещата роля. Между 21 октомври и 26 октомври болшевиките поемат контрола над гарнизоните и Петроградския съвет. Зимният дворец, последното убежище на Временното правителство е защитаван само от няколко кадети и жени войници, и се предава само след няколко часа. В схватките участват малко хора; същевременно ресторантите, театрите и трамваите работят както обикновено. Всеруският конгрес на съветите, който провежда първата си сесия на 26 октомври, разполага с точно необходимото време да одобри първите два декрета, продиктувани от Ленин: Декретът за земята, който признава собствеността на селяните върху земята, и Декретът за мира, който „призовава всички народи и правителства да започнат преговори за справедлив демократичен мир без забавяне“.
Новото правителство на съветите далеч не разполага с мнозинство в страната. Генерал Владимир Черемисов, командир на Северния фронт, отказва да ангажира войските си в политическа борба. Само генерал Пьотр Краснов се съгласява да тръгне към Петроград с няколко хиляди казаци от Императорската гвардия; те са отблъснати в Пулковските хълмове от латвийски моряци и стрелци, съчувстващи на болшевиките. В Москва няколкодневни улични боеве противопоставят болшевишки поддръжници и противници. В Киев кратка триъгълна битка противопоставя поддръжниците на Временното правителство, групирани около щаба на военния окръг, срещу тези на болшевиките и тези на Централната рада. В крайна сметка последната взема превес, което позволява на 20 ноември 1917 г. Радата да провъзгласи Украинската народна република, „без да прекъсва федералните връзки с Русия“. Саратовска губерния, която в продължение на няколко седмици се бунтува срещу Керенски, е превзета от болшевиките на 10 ноември. Болшевиките печелят подкрепата на големите военни гарнизони в Талин, Псков, Минск и Гомел, но през ноември имат мнозинство само в Комитета на 5-та армия. Другите леви партии, есерите и меншевиките, реагират твърде бавно, разчитайки на изборите за Учредително събрание през ноември да възстановят демокрацията без кръвопролития. Изборите са проведени и гласуването дава относително мнозинство на есерите с 40,4% от гласовете на цивилното население и 40,7% от гласовете на военните, докато меншевиките получават само 2,9% от гласовете на цивилното население и 3,2% от гласовете на военните.
Болшевиките знаят, че са неспособни да водят война: те се стремят да спечелят време, разчитайки на неизбежността на всеобща пролетарска революция в Европа. На 26 ноември Троцки, назначен за комисар на външните работи, иска да започне мирни преговори с германското командване. Лейтенант Николай Криленко, назначен за военен комисар, е изпратен да ръководи Ставката в Могильов. Точно преди пристигането му войниците линчуват предшественика му, генерал Николай Духонин, обвинен, че е помогнал на Корнилов да избяга. Основната задача на Криленко е да разпространява пропаганда на немски, унгарски, чешки и румънски език сред войските на Централните сили. Германците, нетърпеливи да приключат войната, за да могат да прехвърлят войските си на Западния фронт, бързо подписват примирие на 15 декември 1917 г.
В същото време болшевишкото правителство се опитва да разшири властта си в Украйна. Изборите за украинско учредително събрание на 10 – 12 декември 1917 г. дават мнозинство на независимите. На 12 декември болшевиките правят опит за въстание, но то е потушено и поддръжниците им са изгонени от Киев. На 17 декември Троцки отправя ултиматум към Украинската република, нареждайки ѝ да позволи на Червената гвардия свободно преминаване през територията си и да забрани на донските казаци, напуснали фронта, да се завърнат в родината си. На 25 декември 1917 г., с подкрепата на неукраинските малцинства, болшевиките основават Украинска съветска република в Харков. През януари те изпращат армия, командвана от Владимир Антонов-Овсеенко, която смазва украинските доброволци в битката при Крути и превзема Киев. Централната рада се укрива в Житомир и се обръща за помощ към германците, с които първа подписва Брест-Литовски договор на 9 февруари 1918 г.
Положението в армията е изключително объркано. На румънския фронт доклад на френския генерал Анри Бертело от началото на януари 1918 г. посочва, че някои руски части се присъединяват към болшевиките, други към правителството на Централната рада, но повечето войници търсят храна и път към дома. 4 пехотни дивизии, съставени главно от украинци, напускат фронта, за да се върнат в Украйна. Няколко дивизии са редуцирани до един или два полка, „почти без боен дух“.
Руското учредително събрание, едва избрано, е разпръснато на първата си сесия на 18 – 19 януари 1918 г. от болшевиките, с което е сложен край на парламентарната демокрация. На 10 февруари болшевишкото правителство постановява демобилизация на армията. В същия ден Троцки обявява в Брест-Литовск, че Русия се оттегля от конфликта, без да подписва мирния договор. Германците, които току-що са подписали договора с Украйна, отвръщат с денонсиране на примирието с руснаците и на 18 февруари 1918 г. започват операция „Фаустшлаг“: 50 германски дивизии навлизат на руска територия и напредват240 km, като 11 дни не срещат практически никаква съпротива. Опасявайки се, че ще стигнат до Петроград и ще свалят болшевишкия режим, Ленин приема германските искания и на 3 март подписва втория Брест-Литовски договор.